# تازارت (تورسولت)
تازارت هو دُوَّار يقع بجماعة أم الڭردان، إقليم طاطا، جهة سوس ماسة في المملكة المغربية. ينتمي الدوّار لمشيخة تورسولت التي تضم دوارين. يقدر عدد سكانه بـ 975 نسمة حسب الإحصاء الرسمي للسكان والسكنى لسنة 2004.

## روابط خارجية
- البوابة الوطنية للجماعات الترابية نسخة محفوظة 12 مارس 2018 على موقع واي باك مشين.
- المندوبية السامية للتخطيط